# Siltepec
La città di Siltepec è a capo dell'omonimo comune, nello stato del Chiapas, Messico. Conta 3.181 abitanti  secondo le stime del censimento del 2005 e le sue coordinate sono 15°33'N 92°19'W.

Dal 1983, in seguito alla divisione del Sistema de Planeación, è ubicata nella regione economica VII: SIERRA.